# Fluitconcert nr. 2 (Badings)
Het Concert nr. 2 voor dwarsfluit en harmonieorkest is een compositie van Henk Badings.
Het werk werd op cd opgenomen door het Harmonieorkest van het Brabants Conservatorium met Raymond Delnoije als dwarsfluitsolist onder leiding van Jan Cober in 1989. Verder is het op cd opgenomen door het DePaul University Wind Ensemble met Donald Peck als dwarsfluitsolist onder leiding van Donald DeRoche.